# Prêt intragroupe
Un prêt intragroupe est un emprunt souscrit par une entreprise auprès d'une autre société du même groupe (filiale, maison-mère, etc.). Il est parfois utilisé à des fins d'optimisation fiscale.

## Usages
Le prêt intragroupe permet de procéder à des opérations de trésorerie telle que de la centralisation de trésorerie, du prêt à terme ou du prêt revolving.
Il peut également être utilisé à des fins d'optimisation fiscale en profitant de la déductabilité des intérêts pratiquée par de nombreux États et de filiales domiciliées dans des paradis fiscaux pour opérer une optimisation fiscale par sous-capitalisation : une filiale domiciliée dans un pays à faible taux d'imposition (voire un paradis fiscal) prête à une filiale implantée dans un pays à plus fort taux d'imposition, car les intérêts dus à la filiale prêteuse sont déductibles des revenus imposables de la filiale emprunteuse,,,.